# Acmaeoderella
Genre
Acmaeoderella est un genre de Coléoptères de la famille des Buprestidae.

## Description

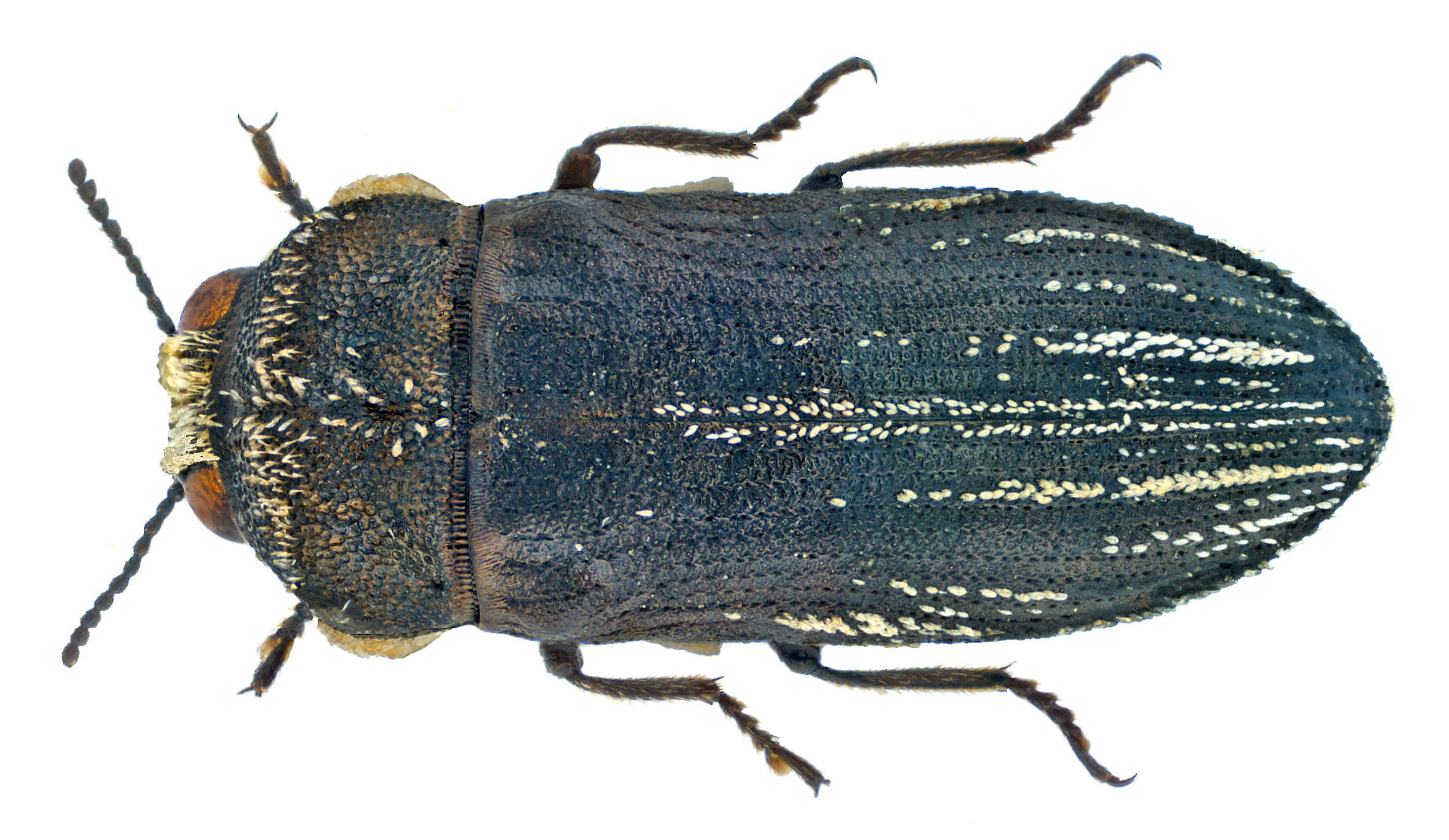
Acmaeoderella farinosa.

Ce genre regroupe un grand nombre d'espèces presque toutes paléarctiques, de faciès cylindrique et de pubescence généralement écailleuse, dont les principaux caractères génériques sont : des méso-épimères atrophiés, réduits à une petite pièce invisible car ils ont reculé sur les côtés et sont juxtaposés à la suture mésoépisternale-métaépisternale, sous les épipleures élytrales ; l'arête latéro-marginale du pronotum est invisible au-dessus et raccourcie vers l'avant ou quasi nulle ; la base du pronotum est pourvue de deux dents articulaires de chaque côté sur le bord inférieur et indépendante de la fermeture articulaire du bord supérieur.

## Systématique
Le nom valide complet (avec auteur) de ce taxon est Acmaeoderella Cobos, 1955,,,, publié en 1955 par l'entomologiste espagnol Antonio Cobos Sánchez (d) dans le Bulletin de l'Institut Royal des Sciences Naturelles de Belgique. L'espèce type est Acmaeoderella discoida (Fabricius, 1787) (orthographiée A. discoidea par Cobos), auparavant classée dans le genre Buprestis.
Au sein de la famille des Buprestidae, ce genre appartient à la sous-tribu des Acmaeoderina, de la tribu des Acmaeoderini.

### Synonymes
Acmaeoderella a pour synonymes :
- Carininota Volkovich, 1979
- Euacmaeoderella Volkovich, 1979
- Kocheridia Cobos, 1958
- Liogastria Volkovich, 1979
- Omphalothorax Volkovich, 1979

### Liste des espèces
Selon GBIF (30 novembre 2024) :

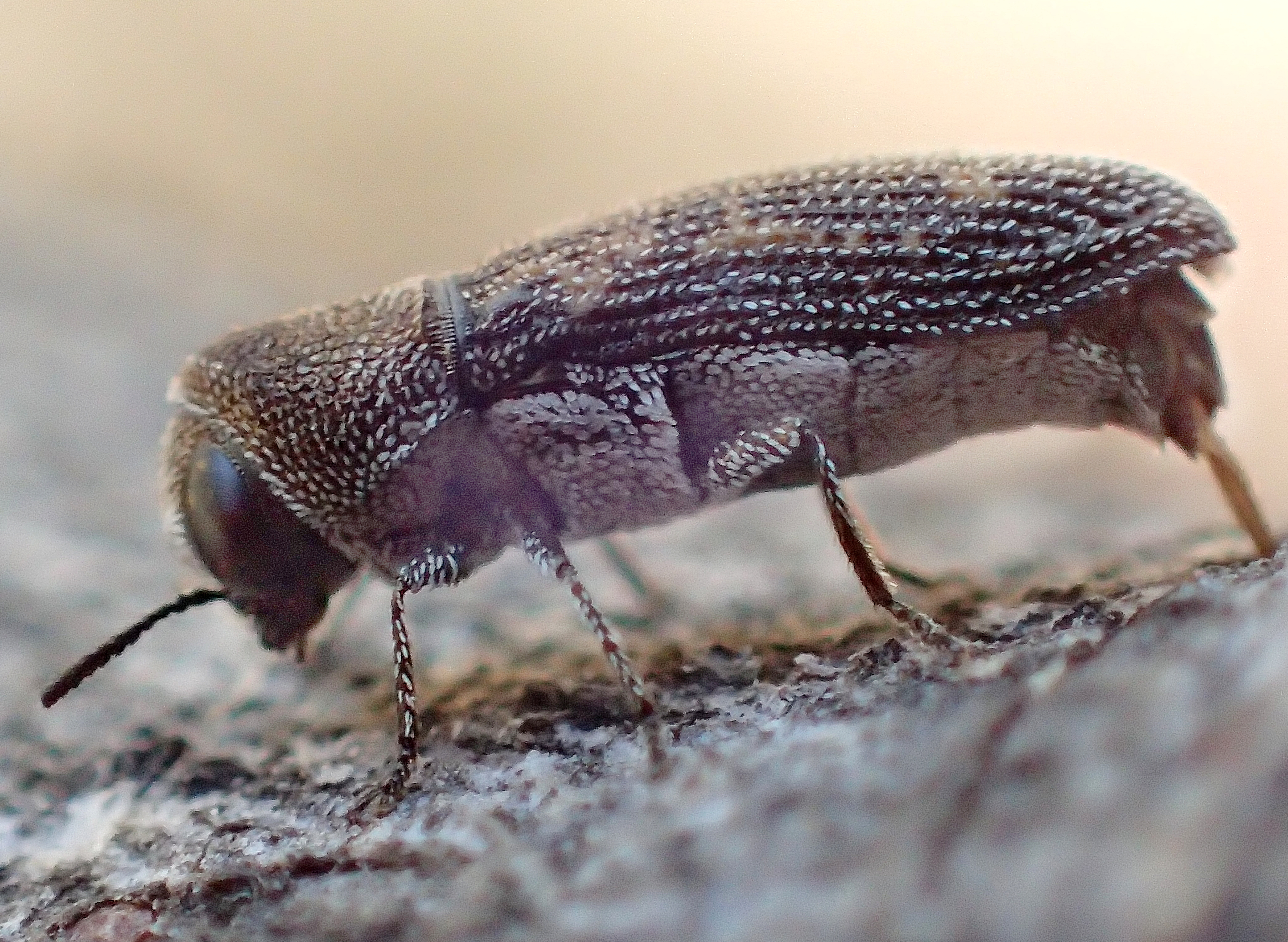
Acmaeoderella adspersula.

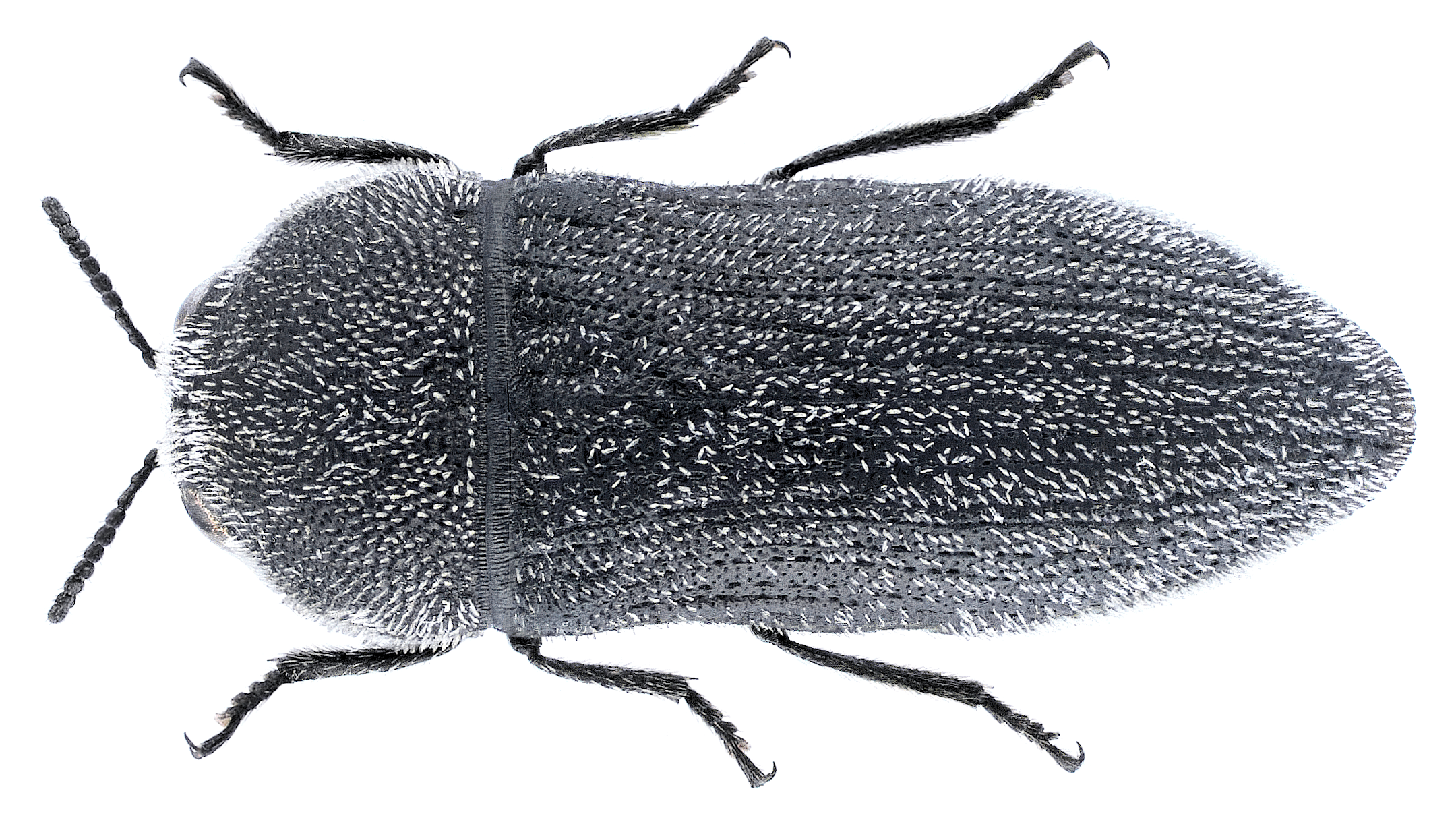
Acmaeoderella coarctata.

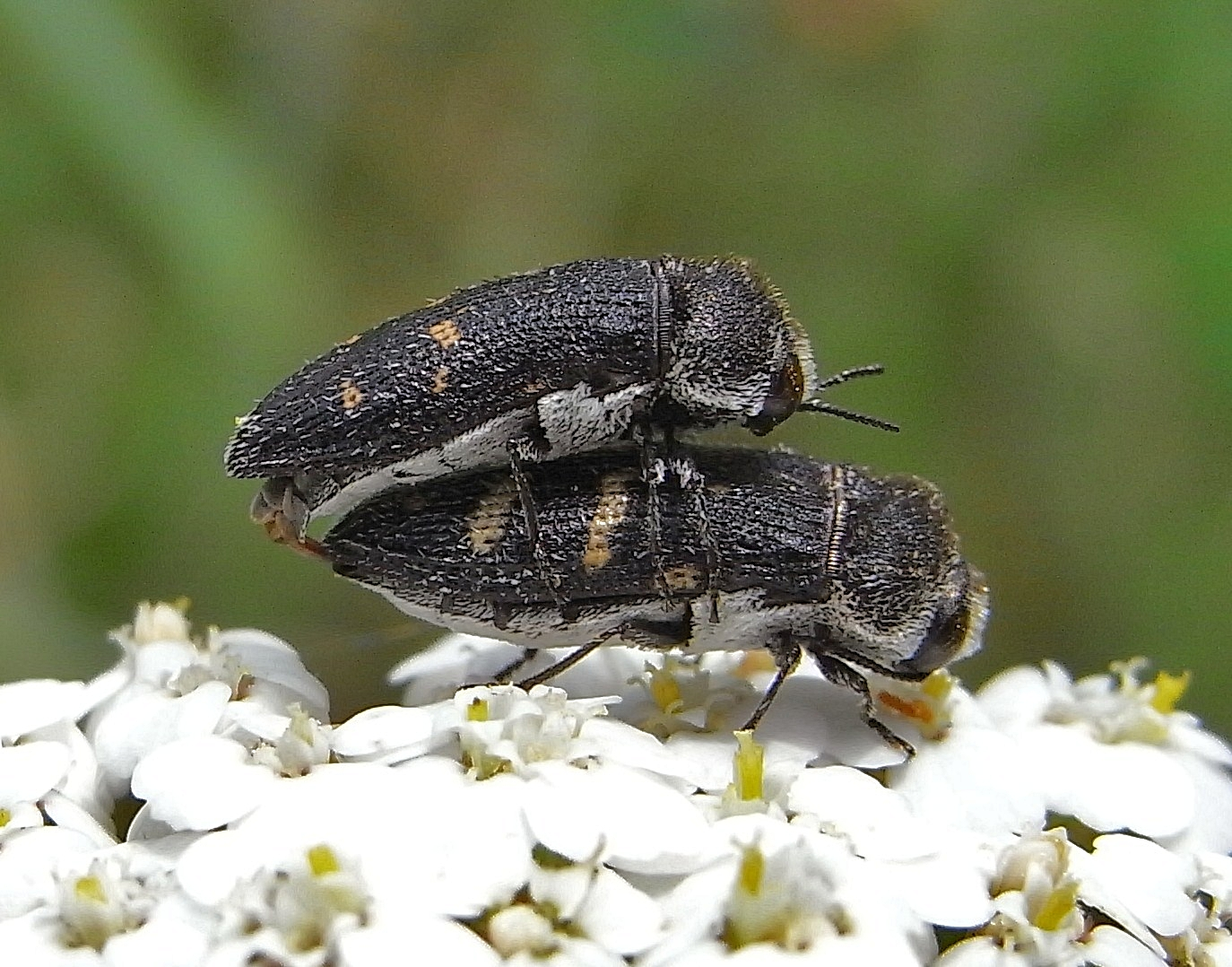
Acmaeoderella flavofasciata.

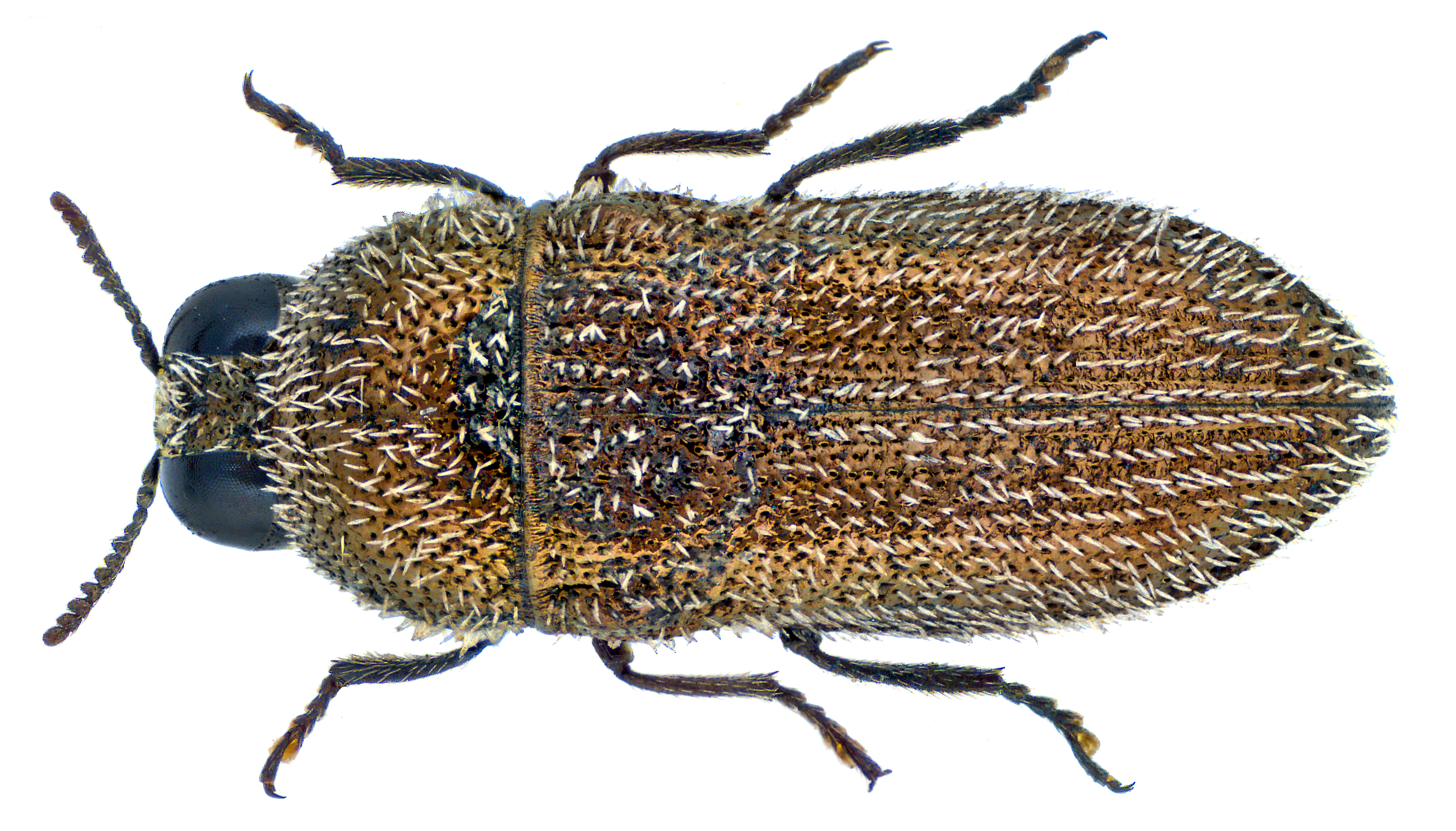
Acmaeoderella gibbulosa.

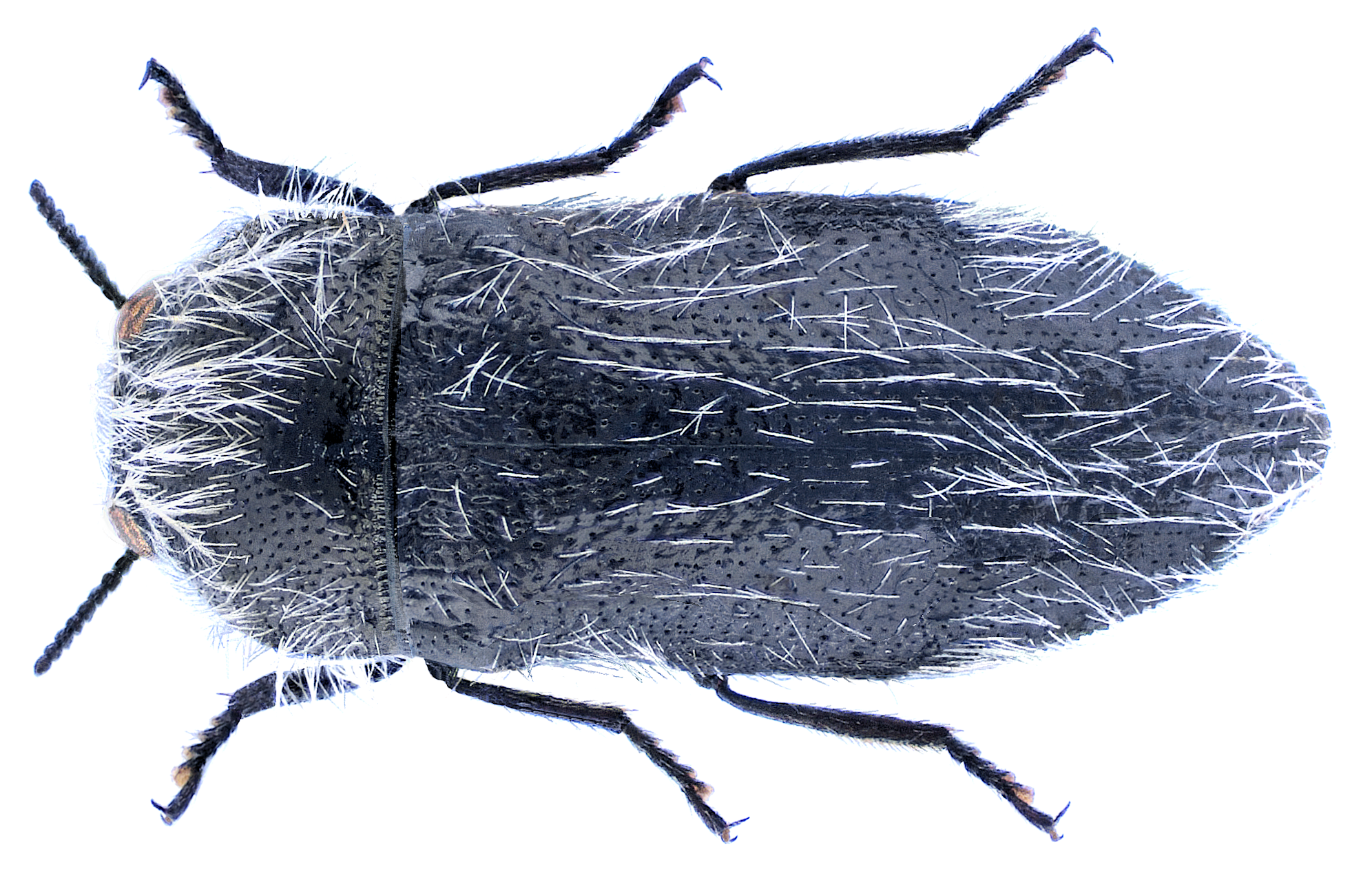
Acmaeoderella lanuginosa.

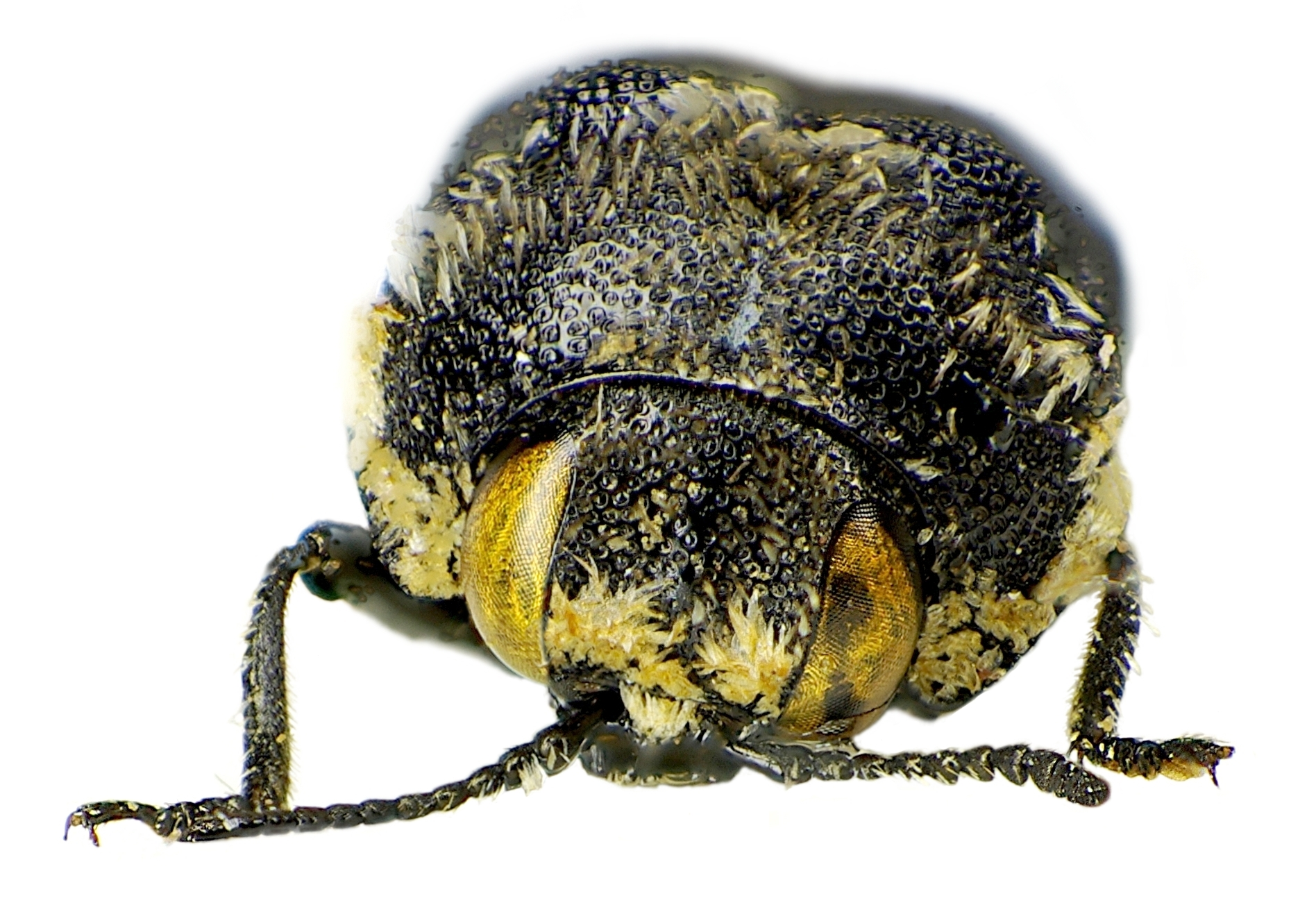
Acmaeoderella mimonti.

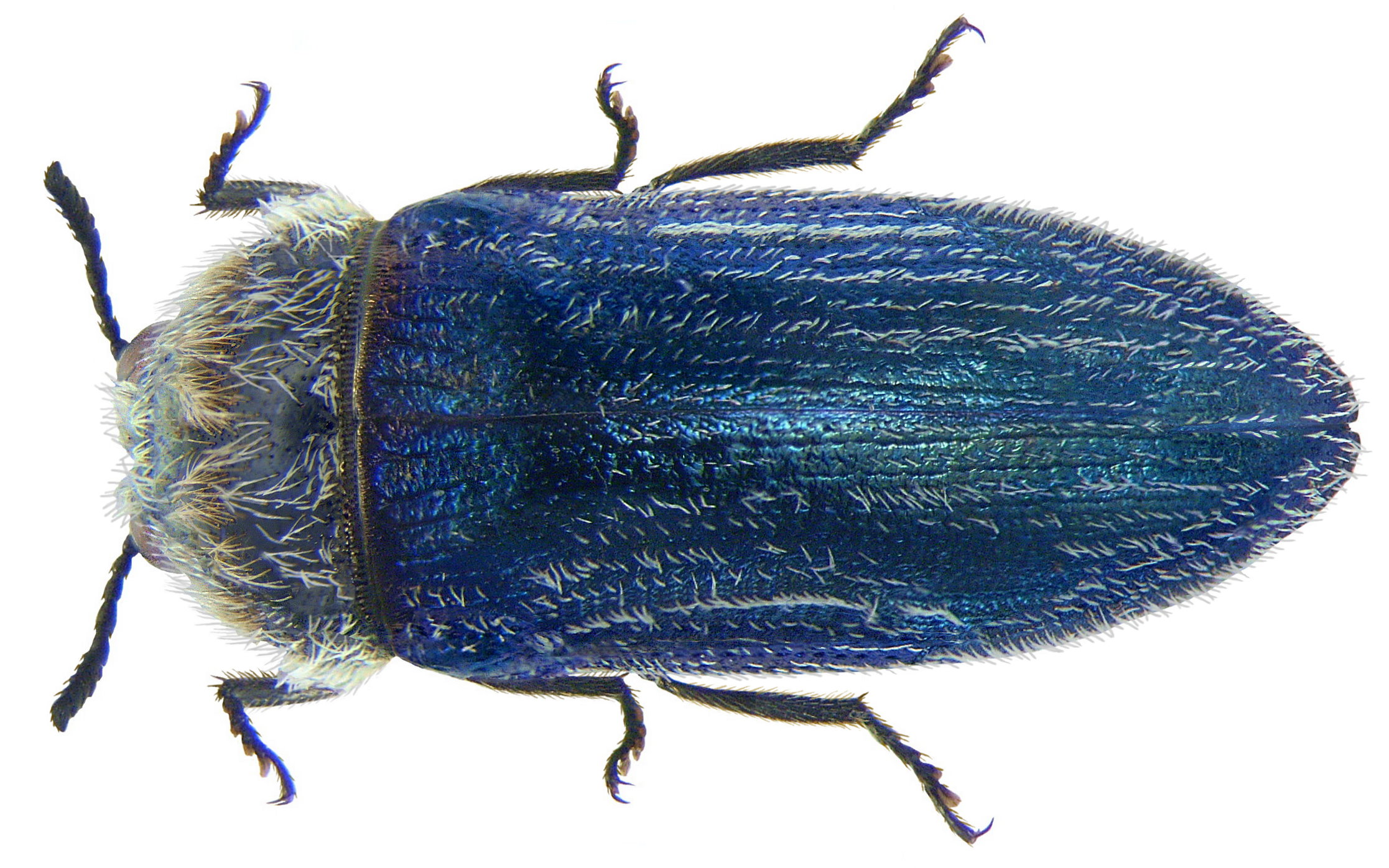
Acmaeoderella villosula.

- Acmaeoderella adamantina (Reitter, 1890)
- Acmaeoderella adspersula (Illiger, 1803)
- Acmaeoderella alepidota Volkovitsh, 1977
- Acmaeoderella alesi (Obenberger, 1936)
- Acmaeoderella alfierii Théry, 1929
- Acmaeoderella andresi (Théry, 1929)
- Acmaeoderella angorana (Obenberger, 1940)
- Acmaeoderella antoinei (Baudon, 1956)
- Acmaeoderella arabica Cobos, 1963
- Acmaeoderella argentea Volkovitsh
- Acmaeoderella ballioni (Ganglbauer, 1888)
- Acmaeoderella bolivari (Obenberger, 1934)
- Acmaeoderella brandli Volkovitsh, 1981
- Acmaeoderella candens Volkovitsh, 1977
- Acmaeoderella canescens (Semenov, 1895)
- Acmaeoderella carolusi Volkovitsh, 1989
- Acmaeoderella caspica (Ganglbauer, 1888)
- Acmaeoderella cerastes (Abeille de Perrin, 1900)
- Acmaeoderella chobauti (Théry, 1930)
- Acmaeoderella christophi (Obenberger, 1935)
- Acmaeoderella chrysanthemi (Chevrolat, 1854)
- Acmaeoderella chusistanica (Obenberger, 1934)
- Acmaeoderella cinerea Volkovitsh, 1982
- Acmaeoderella circassica (Reitter, 1890)
- Acmaeoderella coarctata (Lucas, 1846)
- Acmaeoderella coelestina Volkovitsh, 1977
- Acmaeoderella confusissima Cobos, 1966
- Acmaeoderella corsica (Obenberger, 1922)
- Acmaeoderella crucifera (Abeille de Perrin, 1904)
- Acmaeoderella cyanipennis (Lucas, 1846)
- Acmaeoderella cypriota (Obenberger, 1940)
- Acmaeoderella densisquamis (Abeille de Perrin, 1904)
- Acmaeoderella despecta (Baudi di Selve, 1870)
- Acmaeoderella dilatisquamis (Obenberger, 1928)
- Acmaeoderella discoida (Fabricius, 1787)
- Acmaeoderella dlabolai Bílý, 1983
- Acmaeoderella domenicoi Volkovitsh, 2013
- Acmaeoderella dsungarica (Obenberger, 1918)
- Acmaeoderella dubia (Ballion, 1871)
- Acmaeoderella elbursi (Obenberger, 1924)
- Acmaeoderella elegans (Harold, 1869)
- Acmaeoderella farinosa (Reiche & Saulcy, 1856)
- Acmaeoderella filiformis (Reitter, 1904)
- Acmaeoderella flavofasciata (Piller & Mitterpacher, 1783)
- Acmaeoderella fossulicollis (Escalera, 1914)
- Acmaeoderella fulvinaeva (Reitter, 1890)
- Acmaeoderella gianassoi Curletti & Magnani, 1988
- Acmaeoderella gibbulosa (Ménétriés, 1832)
- Acmaeoderella glasunovi (Semenov, 1895)
- Acmaeoderella hamadanica Volkovitsh, 1983
- Acmaeoderella henoni (Abeille de Perrin, 1893)
- Acmaeoderella holocyanea Volkovitsh, 2006
- Acmaeoderella impunctata (Abeille de Perrin, 1891)
- Acmaeoderella inamoena (Faldermann, 1835)
- Acmaeoderella insueta Volkovitsh, 1977
- Acmaeoderella iranica (Obenberger, 1934)
- Acmaeoderella jezeki Bílý, 1983
- Acmaeoderella jonica (Obenberger, 1934)
- Acmaeoderella judaeorum (Obenberger, 1914)
- Acmaeoderella kubani Volkovitsh, 1987
- Acmaeoderella lanuginosa (Gyllenhal, 1817)
- Acmaeoderella leucotricha (Obenberger, 1940)
- Acmaeoderella levantina (Obenberger, 1934)
- Acmaeoderella lobanovi Volkovitsh, 2021
- Acmaeoderella longissima (Abeille de Perrin, 1904)
- Acmaeoderella lopatini Volkovitsh, 2013
- Acmaeoderella maculipennis (Pic, 1897)
- Acmaeoderella marcaisi (Descarpentries & Mateu, 1967)
- Acmaeoderella mauritanica (Lucas, 1844)
- Acmaeoderella medvedevi Volkovitsh, 2006
- Acmaeoderella mimonti (Boieldieu, 1865)
- Acmaeoderella mongolorum Volkovitsh, 1989
- Acmaeoderella moroderi (Reitter, 1906)
- Acmaeoderella muehlei Volkovitsh, 1989
- Acmaeoderella nannorrhopsicola Volkovitsh & Bílý, 1979
- Acmaeoderella nigrentis Volkovitsh, 1979
- Acmaeoderella nivetecta Volkovitsh, 1976
- Acmaeoderella nivifera (Abeille de Perrin, 1894)
- Acmaeoderella normanna Sparacio, 2006
- Acmaeoderella oblonga Volkovitsh, 1977
- Acmaeoderella obscura (Reitter, 1889)
- Acmaeoderella olivacea (Abeille de Perrin, 1904)
- Acmaeoderella opacicollis (Abeille de Perrin, 1900)
- Acmaeoderella oresitropha (Obenberger, 1924)
- Acmaeoderella paradoxa (Escalera, 1914)
- Acmaeoderella pellitula (Reitter, 1890)
- Acmaeoderella perroti (Schaefer, 1950)
- Acmaeoderella personata (Semenov, 1896)
- Acmaeoderella pharao (Obenberger, 1923)
- Acmaeoderella piciella (Obenberger, 1926)
- Acmaeoderella plavilscikovi (Obenberger, 1936)
- Acmaeoderella prosopiphaga Volkovitsh, 2013
- Acmaeoderella pseudonivetecta Volkovitsh
- Acmaeoderella pseudovirgulata Volkovitsh & Bílý, 1979
- Acmaeoderella refleximargo (Reitter, 1890)
- Acmaeoderella rejzeki Volkovitsh, 2018
- Acmaeoderella repetekensis (Obenberger, 1934)
- Acmaeoderella richteri Volkovitsh, 1976
- Acmaeoderella rubroornata (Escalera, 1914)
- Acmaeoderella rufomarginata (Lucas, 1846)
- Acmaeoderella safavii Volkovitsh, 1981
- Acmaeoderella samai Magnani, 1995
- Acmaeoderella samosicola Volkovitsh, 1989
- Acmaeoderella sefrensis (Pic, 1895)
- Acmaeoderella semiviolacea (Semenov, 1895)
- Acmaeoderella serricornis (Abeille de Perrin, 1900)
- Acmaeoderella solskyi (Obenberger, 1934)
- Acmaeoderella squamosa (Théry, 1914)
- Acmaeoderella staudingeri (Abeille de Perrin, 1900)
- Acmaeoderella stepaneki (Obenberger, 1940)
- Acmaeoderella strandi (Obenberger, 1918)
- Acmaeoderella stricta (Abeille de Perrin, 1895)
- Acmaeoderella subcyanea (Reitter, 1890)
- Acmaeoderella syrdarjensis (Obenberger, 1934)
- Acmaeoderella theryana (Abeille de Perrin, 1900)
- Acmaeoderella tragacanthae Volkovitsh, 1987
- Acmaeoderella trifoveolata (Lucas, 1846)
- Acmaeoderella trinacriae (Obenberger, 1923)
- Acmaeoderella troniceki (Obenberger, 1935)
- Acmaeoderella turanica (Reitter, 1890)
- Acmaeoderella valentinae Volkovitsh, 1977
- Acmaeoderella vaulogeri (Abeille de Perrin, 1893)
- Acmaeoderella vayssieresi Cobos, 1984
- Acmaeoderella vazquezi Cobos, 1966
- Acmaeoderella vetusta (Ménétriés, 1832)
- Acmaeoderella villosula (Steven, 1830)
- Acmaeoderella virgulata (Illiger, 1803)
- Acmaeoderella volkovitshi Bílý, 1985
- Acmaeoderella zarudniana Volkovitsh, 1977
- Acmaeoderella zeravshanica Volkovitsh, 1987
- Acmaeoderella zygophylli Curletti & Magnani, 1988

Selon BioLib (30 novembre 2024) :
sous-genre Acmaeoderella Cobos, 1955
- Acmaeoderella coarctata (Lucas, 1846)
- Acmaeoderella discoida (Fabricius, 1787)
- Acmaeoderella lopatini Volkovitsh, 2013
- Acmaeoderella moroderi (Reitter, 1906)
- Acmaeoderella pseudonivetecta Volkovitsh, 2011
- Acmaeoderella trinacriae (Obenberger, 1923)

sous-genre Carininota Volkovich, 1979
- Acmaeoderella crucifera (Abeille de Perrin, 1904)
- Acmaeoderella farinosa (Reiche, 1856)
- Acmaeoderella flavofasciata (Piller & Mitterpacher, 1783)
- Acmaeoderella glasunovi (Semenov, 1895)
- Acmaeoderella medvedevi Volkovitsh, 2006
- Acmaeoderella mimonti (Boieldieu, 1865)

sous-genre Euacmaeoderella Volkovitsh, 1979
- Acmaeoderella cyanipennis (Lucas, 1846)
- Acmaeoderella gibbulosa (Ménétriés, 1832)
- Acmaeoderella himilce López & Tolosa-Sánchez, 2017
- Acmaeoderella holocyanea Volkovitsh, 2006
- Acmaeoderella judaeorum (Obenberger, 1914)
- Acmaeoderella lanuginosa (Gyllenhall, 1817)
- Acmaeoderella lobanovi Volkovitsh, 2021
- Acmaeoderella perroti Schaefer, 1950
- Acmaeoderella vaulogeri (Abeille de Perrin, 1893)
- Acmaeoderella vetusta (Ménétriés, 1832)
- Acmaeoderella villosula (Steven, 1830)

sous-genre Kocheridia Cobos, 1958
- Acmaeoderella trifoveolata (Lucas, 1846)

sous-genre Liogastria Volkovich, 1979
- Acmaeoderella chobauti (Théry, 1930)
- Acmaeoderella chrysanthemi (Chevrolat, 1854)
- Acmaeoderella elegans (Harold, 1869)
- Acmaeoderella fossulicollis (Escalera, 1914)
- Acmaeoderella maculipennis (Pic, 1897)
- Acmaeoderella pseudovirgulata Volkovitsh & Bílý, 1979
- Acmaeoderella rufomarginata (Lucas, 1846)
- Acmaeoderella sefrensis (Pic, 1895)
- Acmaeoderella virgulata (Illiger, 1803)

sous-genre Omphalothorax Volkovich, 1979
- Acmaeoderella adspersula (Illiger, 1803)
- Acmaeoderella argentea Volkovitsh, 2011
- Acmaeoderella despecta (Baudi, 1870)
- Acmaeoderella domenicoi Volkovitsh, 2013
- Acmaeoderella prosopiphaga Volkovitsh, 2013
- Acmaeoderella rejzeki Volkovitsh, 2018

sous-genre incertae sedis
- Acmaeoderella adamantina (Reitter, 1890)
- Acmaeoderella alepidota Volkovitsh, 1977
- Acmaeoderella alesi (Obenberger, 1936)
- Acmaeoderella alfierii (Théry, 1929)
- Acmaeoderella andresi (Théry, 1929)
- Acmaeoderella angorana (Obenberger, 1940)
- Acmaeoderella antoinei (Baudon, 1956)
- Acmaeoderella arabica Cobos, 1963
- Acmaeoderella ballioni (Ganglbauer, 1888)
- Acmaeoderella bolivari (Obenberger, 1934)
- Acmaeoderella brandli Volkovitsh, 1981
- Acmaeoderella candens Volkovitsh, 1977
- Acmaeoderella canescens (Semenov, 1895)
- Acmaeoderella carolusi Volkovitsh, 1989
- Acmaeoderella caspica (Ganglbauer, 1888)
- Acmaeoderella cerastes (Abeille de Perrin, 1900)
- Acmaeoderella christophi (Obenberger, 1935)
- Acmaeoderella chusistanica (Obenberger, 1934)
- Acmaeoderella cinerea Volkovitsh, 1982
- Acmaeoderella circassica (Reitter, 1890)
- Acmaeoderella coelestina Volkovitsh, 1977
- Acmaeoderella confusissima Cobos, 1966
- Acmaeoderella corsica (Obenberger, 1922)
- Acmaeoderella cypriota (Obenberger, 1940)
- Acmaeoderella densisquamis (Abeille de Perrin, 1904)
- Acmaeoderella dilatisquamis (Obenberger, 1928)
- Acmaeoderella dlabolai Bílý, 1983
- Acmaeoderella dsungarica (Obenberger, 1918)
- Acmaeoderella dubia (Ballion, 1871)
- Acmaeoderella elbursi (Obenberger, 1924)
- Acmaeoderella filiformis (Reitter, 1904)
- Acmaeoderella fulvinaeva (Reitter, 1890)
- Acmaeoderella gianassoi Curletti & Magnani, 1988
- Acmaeoderella hamadanica Volkovitsh, 1983
- Acmaeoderella henoni (Abeille de Perrin, 1893)
- Acmaeoderella impunctata (Abeille de Perrin, 1891)
- Acmaeoderella inamoena (Faldermann, 1835)
- Acmaeoderella insueta Volkovitsh, 1977
- Acmaeoderella iranica (Obenberger, 1934)
- Acmaeoderella jezeki Bílý, 1983
- Acmaeoderella jonica (Obenberger, 1934)
- Acmaeoderella kubani Volkovitsh, 1987
- Acmaeoderella leucotricha (Obenberger, 1940)
- Acmaeoderella levantina (Obenberger, 1934)
- Acmaeoderella longissima (Abeille de Perrin, 1904)
- Acmaeoderella marcaisi (Descarpentries & Mateu, 1967)
- Acmaeoderella mauritanica (Lucas, 1844)
- Acmaeoderella mongolorum Volkovitsh in Alexeev & Volkovitsh, 1989
- Acmaeoderella muehlei Volkovitsh, 1989
- Acmaeoderella nannorrhopsicola Volkovitsh & Bílý, 1979
- Acmaeoderella nigrentis Volkovitsh, 1979
- Acmaeoderella nivetecta Volkovitsh, 1976
- Acmaeoderella nivifera (Abeille de Perrin, 1894)
- Acmaeoderella normanna Sparacio, 2006
- Acmaeoderella oblonga Volkovitsh, 1977
- Acmaeoderella obscura (Reitter, 1889)
- Acmaeoderella olivacea (Abeille de Perrin, 1904)
- Acmaeoderella opacicollis (Abeille de Perrin, 1900)
- Acmaeoderella oresitropha (Obenberger, 1924)
- Acmaeoderella paradoxa (Escalera, 1914)
- Acmaeoderella pavliceki Bílý, 1973
- Acmaeoderella pellitula (Reitter, 1890)
- Acmaeoderella personata (Semenov, 1896)
- Acmaeoderella pharao (Obenberger, 1923)
- Acmaeoderella piciella (Obenberger, 1926)
- Acmaeoderella plavilscikovi (Obenberger, 1936)
- Acmaeoderella refleximargo (Reitter, 1890)
- Acmaeoderella repetekensis (Obenberger, 1934)
- Acmaeoderella richteri Volkovitsh, 1976
- Acmaeoderella rubroornata (Escalera, 1914)
- Acmaeoderella safavii Volkovitsh, 1981
- Acmaeoderella samai Magnani, 1995
- Acmaeoderella samosicola Volkovitsh, 1989
- Acmaeoderella semiviolacea (Semenov, 1895)
- Acmaeoderella serricornis (Abeille de Perrin, 1900)
- Acmaeoderella solskyi (Obenberger, 1934)
- Acmaeoderella squamosa (Théry, 1914)
- Acmaeoderella staudingeri (Abeille de Perrin, 1900)
- Acmaeoderella stepaneki (Obenberger, 1940)
- Acmaeoderella strandi (Obenberger, 1918)
- Acmaeoderella stricta (Abeille de Perrin, 1895)
- Acmaeoderella subcyanea (Reitter, 1890)
- Acmaeoderella syrdarjensis (Obenberger, 1934)
- Acmaeoderella theryana (Abeille de Perrin, 1900)
- Acmaeoderella tragacanthae Volkovitsh, 1987
- Acmaeoderella troniceki (Obenberger, 1935)
- Acmaeoderella turanica (Reitter, 1890)
- Acmaeoderella valentinae Volkovitsh, 1977
- Acmaeoderella vayssieresi Cobos, 1984
- Acmaeoderella vazquezi Cobos, 1966
- Acmaeoderella volkovitshi Bílý, 1985
- Acmaeoderella zarudniana Volkovitsh, 1977
- Acmaeoderella zeravshanica Volkovitsh, 1987
- Acmaeoderella zygophylli Curletti & Magnan, 1988

### Publication originale
- (es) Antonio Cobos, « Estudio sobre los Ptosimites de Ch. Kerremans (Coleoptera, Buprestidae) », Bulletin de l'Institut Royal des Sciences Naturelles de Belgique, Bruxelles, vol. 31, no 13,‎ avril 1955, p. 5 (lire en ligne  [PDF], consulté le 30 novembre 2024)